# 玉滝荘
玉滝荘（たまたきのしょう・玉瀧荘）とは、伊賀国阿拝郡（今の三重県伊賀市）にあった東大寺領の荘園である。

## 概要

### 成立
母体は天徳2年（958年）に橘元実より東大寺に寄進された先祖相伝の墓所及びその周辺の杣から構成された玉滝杣（たまたきのそま・玉瀧杣）である。翌年、付近の杣の一円寺領化に成功した東大寺は周辺の山林や田畠に進出し、次々に寺領化していった。当時、東大寺は施設の修繕のために多くの材木を必要としており、更に杣から材木を伐採するための人員（杣工）が生計を立てるための田畠を確保する必要があった。もっとも、東大寺はこれらの土地の多くを雑役免田として領有し、形骸化した伊賀国内の封戸に替わる便補として更に官物の徴収権を得ることで実質的な支配権を確保していたに過ぎず、他者からの介入を受ける余地を有していた。

### 東大寺と国司の対立
こうした東大寺の動きに国司側は反発し、南の板蠅杣（後の黒田荘）とともに天喜年間以後たびたび衝突していった。更に伊勢平氏の平正盛が、六条院領にすることを名目にこの地域に周辺に進出、承徳元年（1097年）に東大寺領と主張する地域に鞆田荘が設置された。この頃より玉滝杣は玉滝荘と呼ばれ、周辺の鞆田荘・内保荘・真木山荘・湯船荘とともに、伊勢平氏と東大寺の支配権を巡る紛争が長く続いたが、治承の乱以後東大寺領として確定される。この時期には玉滝荘は同荘及び周辺の4つの荘園が1つの地域として認識されるようになり、建仁元年（1201年）には、地域全体が玉滝荘の四至として認められた。

### 衰退
もっとも、現地では拡大した玉滝荘を構成していた5つの村（元の玉滝荘（杣）・鞆田荘・内保荘・真木山荘・湯船荘）の現地では、依然として旧来の荘としての意識が強く、それぞれが独自の動きを見せるようになり、東大寺の支配に反抗する動きも見られた。更に南北朝時代に入ると、服部持法に代表される悪党の押領にも悩まされた。玉滝荘は戦国時代まで続いたと考えられているが、東大寺の実際の支配は形骸化していったとみられている。